# Khassan

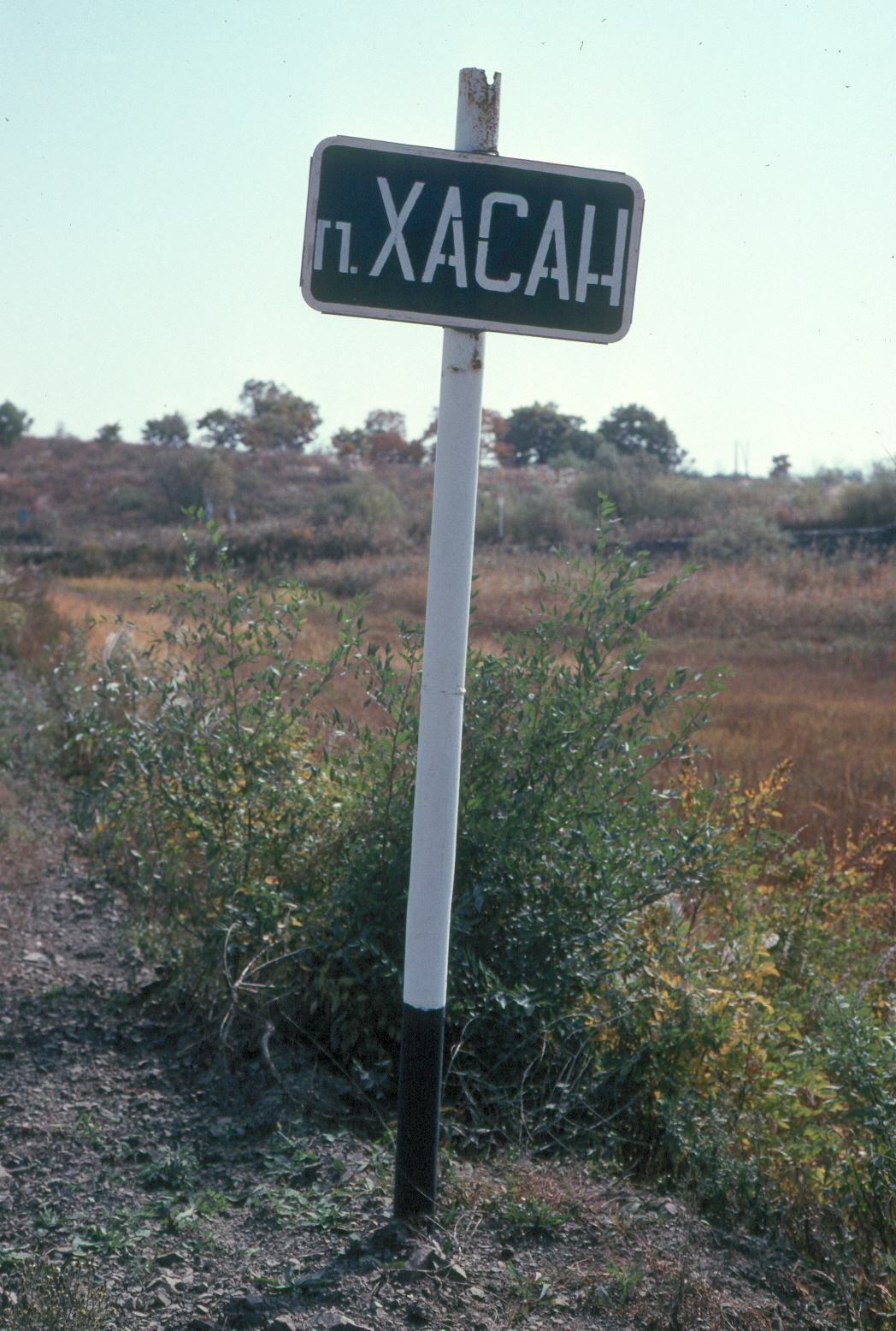
Panneau indiquant l'arrivée à Khassan

Khassan (en russe : Хаса́н) est une commune urbaine du raïon de Khassan, dans le kraï du Primorie, en Russie. Sa population était de 660 habitants en 2015(1 187 en 1989).
Khassan est la seule localité située à la frontière avec la Corée du Nord. Elle se situe non loin du lac Khassan et du fleuve Tumen, ce dernier faisant office de frontière naturelle. Cependant le cours du Tumen change parfois durant des inondations ce qui modifie quelque peu la frontière et diminue le territoire russe, allant jusqu'à menacer d'inonder la gare frontière de Pestchanaïa. Depuis 2003 des travaux ont été faits sur le sol rocheux de la région pour diminuer la pression de l'eau. 
Khassan se situe à côté des communes urbaines de Kraskino, Possiet, Zaroubino et Slavianka.

## Transports

### Voie ferrée
Khassan est une gare ferroviaire située dans la ligne reliant Vladivostok à Rasŏn (Corée du nord). C'est donc une gare faisant le lien entre la Russie et la Corée du Nord, cela grâce à un pont ferroviaire traversant le fleuve Tumen. Juste après le fleuve, se trouve une gare nord-coréenne dans la ville de Tumangang. La voie ferrée entre les deux pays a été construite lors de la Seconde Guerre mondiale pour transporter les troupes soviétiques ainsi que des armes vers la Corée pour combattre contre le Japon. Elle a également été utilisée lors de la Guerre de Corée.
L'écartement des rails est différent entre la Russie (1 520 mm) et la Corée du Nord (1 435 mm). Cette ligne est actuellement peu utilisée ; seulement 10 000 passagers ont été transportés en 2005. En 1988, dans les deux sens, le trafic de fret a dépassé les cinq millions de tonnes par an, mais en 2001, le volume total a chuté à 144 000 tonnes. En 1989, 830 000 tonnes de marchandises ont traversé la frontière en provenance de Russie (Khassan) vers la Corée du Nord (Tumangang). En 1998, ce nombre avait chuté à 150 000 tonnes, et en 2001, seulement 92 000 tonnes de marchandises ont franchi la frontière, selon le bureau de douane de l'Extrême-Orient. La partie coréenne s'étendant de Tumangang au port de Rasŏn a été détruite dans les années 1950.
Tout au long des années 1990, l'état du chemin de fer s'est fortement détérioré, en raison de la situation économique de la Russie. En 1996, la Corée du Nord devait 20 millions de dollars américains à l'opérateur ferroviaire russe, les Chemins de fer russes. Cette somme s’est accumulée au cours des cinq années précédentes à la suite de la saisie de matériel ferroviaire par la Corée du Nord et de l'utilisation des wagons russes sur le territoire nord-coréen. La situation a conduit à ce que le ministère des Chemins de fer de la fédération de Russie a émis une directive interdisant le passage des trains de Khassan à la Corée du Nord, entraînant le quasi-isolement de la Corée du Nord sur le marché russe. La crise a été résolue en septembre, lorsque la Corée du Nord a accepté de verser 26 millions de dollars en remboursement de sa dette. Au début du XXIe siècle, la situation s'est améliorée, et les investissements ont été réalisés pour améliorer et moderniser le système ferroviaire dans la région. La gare a eu un nouveau toit en 2002, et le ballast de la voie a été surélevé en utilisant des pierres concassées, en 2002 et 2003. 
En avril 2008, la Russie et la Corée du Nord ont signé l'accord tant attendu permettant la reconstruction d'une ligne de chemin de fer vers la Corée du Nord. En vertu de l'entente, les deux pays vont rénover la ligne ferroviaire de la ville frontière de Khassan jusqu'au port nord-coréen de Rasŏn, où le fret maritime à destination et en provenance de Corée du Sud pourrait être déchargé. Pour mettre en œuvre le projet, les chemins de fer russes et le port de Rasŏn ont créé une coentreprise. Il assurera les investissements dans le projet ainsi que l'emploi d'entrepreneurs pour la conception et les travaux de construction. L'entreprise commune a été mise en place pour une période de 49 ans. Les actions sont réparties comme suit : 70 % appartiennent à la Russie et 30 % à la Corée du Nord. 
Le samedi 4 octobre 2008, la Russie a commencé la rénovation du chemin de fer Khassan-Rasŏn. Cette nouvelle ligne a été inaugurée le 13 octobre 2011.

### Routes
La route Khassan-Razdolnoïe (05A-214), reconstruite depuis novembre 2007, relie Khassan, aux villes portuaires de Zaroubino et Possiet et au village de Razdolnoïe.